# Smallcreep's Day
Albums de Mike Rutherford
Acting Very Strange
(1982)
Singles
1. Working in Line
Sortie : 1980
2. Time and Time Again
Sortie : 1980

Smallcreep's Day est le premier album solo du bassiste de Genesis, Mike Rutherford. Il sort le 15 février 1980 sur le label Charisma Records (Passport Records aux USA) et est produit par David Hentschel.

## Historique
Mike Rutherford met a profit une courte période d'inactivité de son groupe Genesis pour enregistrer cet album pendant l'automne 1979 dans les studios du groupe Abba en Suède. Il est basé sur une nouvelle qui comporte le même titre, écrite par l'écrivain britannique, Peter Currell Brown en 1965. Rutherford adapte la nouvelle pour lui donner une fin heureuse.
Mike Rutherford ne fait appel à aucun des membres de Genesis, si ce n'est son vieux complice des débuts du groupe, Anthony Phillips (désigné dans les crédits de l'album sous le nom de Ant Phillips). Ce dernier ne joue pas de guitare sur l'album mais des claviers. Par ailleurs, Mike fait appel au batteur de session Simon Phillips et au percussionniste Morris Pert. Pour le chant il embauche Noel McCalla qui a collaboré en tant que choriste avec le groupe anglais Sniff 'n' the Tears et qui plus tard deviendra le chanteur de Manfred Mann's Earthband.
Deux titres,  Working in Line et Time And Time Again sont sortis en single.
La pochette est signée par Hipgnosis.

## Titres
- Tous les titres, paroles et musiques, ont été composés par Mike Rutherford.

### Face 1
Smallcreep's Day
1. Between The Tick & The Tock - 3 min 58 s
2. Working In Line - 3 min 11 s
3. After Hours - 1 min 43 s
4. Cats And Rats (In This Neighbourhood) - 4 min 49 s
5. Smallcreep Alone - 1 min 30 s
6. Out Into The Daylight - 3 min 51 s
7. At The End Of The Day - 5 min 36 s

### Face 2
1. Moonshine - 6 min 25 s
2. Time and Time Again - 4 min 52 s
3. Romani - 5 min 23 s
4. Every Road - 4 min 13 s
5. Overnight Job - 5 min 45 s

## Musiciens
- Mike Rutherford : basses et guitares.
- Anthony Phillips : claviers.
- Noel McCalla : chant.
- Simon Phillips : batterie, percussion.
- Morris Pert : percussions.

## Charts
| Pays                          | Durée du classement | Meilleur classement | Date            |
| ----------------------------- | ------------------- | ------------------- | --------------- |
| États-Unis (Billboard 200)    | 11 semaines         | 163e                | 17 mai 1980     |
| Norvège (VG-lista)            | 3 semaines          | 30e                 | 24 mars 1980    |
| Royaume-Uni (UK Albums Chart) | 7 semaines          | 13e                 | 23 février 1980 |